# Plebicula paucipuncta
Plebicula paucipuncta är en fjärilsart som beskrevs av Courvoisier 1912. Plebicula paucipuncta ingår i släktet Plebicula och familjen juvelvingar. Inga underarter finns listade i Catalogue of Life.